# Leland H. Hartwell
Leland Harrison (Lee) Hartwell (Los Ángeles, California, 30 de octubre de 1939) es presidente y director del Centro de Investigación del Cáncer Fred Hutchinson en Seattle, Washington.
En 2001 obtuvo el Premio Nobel de Fisiología o Medicina por sus contribuciones a la comprensión del ciclo celular. Compartió dicho premio con Paul Nurse y Tim Hunt, cuyas investigaciones se centraron en las ciclinas y otros aspectos de la división celular.

## Biografía
Hartwell se licenció en 1961 por el Instituto Tecnológico de California y se doctoró en 1964 por el Instituto Tecnológico de Massachusetts. Entre 1965 y 1968 trabajó como profesor en la Universidad de California, tras lo cual se trasladó, en 1968, a la Universidad de Washington. En una serie de experimentos que tuvieron lugar entre 1970 y 1971, Hartwell descubrió los genes CDC (ciclo de división celular) en la levadura del pan (Saccharomyces cerevisiae). Estos genes regulan el ciclo celular y mutaciones en los mismos están involucradas en ciertos tipos de cáncer.
Además del Premio Nobel, Hartwell ha recibido múltiples condecoraciones. En 1987 fue nombrado miembro de la Academia Nacional de Ciencias de los EE. UU.. En 1996, Hartwell se incorporó al Centro de Investigación del Cáncer Fred Hutchinson, del que fue nombrado presidente y director en 1997.
En 1998 obtuvo el Premio Albert Lasker por Investigación Médica Básica. El 9 de julio de 2003, el gobernador del estado de Washington, Gary Locke, concedió a Hartwell la Medalla del Mérito, la condecoración más prestigiosa de dicho estado.
El Dr.Hartwell es el director del Comité de asesoramiento científico del Fondo Canario, una organización no de lucro dedicada al desarrollo de nuevas tecnologías para la detección temprana del cáncer.